# Renfrow
Renfrow és un poble dels Estats Units a l'estat d'Oklahoma. Segons el cens del 2000 tenia 16 habitants.

## Demografia
Segons el cens del 2000, Renfrow tenia 16 habitants, 8 habitatges, i 4 famílies. La densitat de població era de 61,8 habitants per km².
Dels 8 habitatges en un 0% hi vivien nens de menys de 18 anys, en un 50% hi vivien parelles casades, en un 0% dones solteres, i en un 50% no eren unitats familiars. En el 37,5% dels habitatges hi vivien persones soles el 12,5% de les quals corresponia a persones de 65 anys o més que vivien soles. El nombre mitjà de persones vivint en cada habitatge era de 2 i el nombre mitjà de persones que vivien en cada família era de 2,75.
Per edats la població es repartia de la següent manera: un 0% tenia menys de 18 anys, un 0% entre 18 i 24, un 31,3% entre 25 i 44, un 37,5% de 45 a 60 i un 31,3% 65 anys o més.
L'edat mediana era de 64 anys. Per cada 100 dones de 18 o més anys hi havia 100 homes.
La renda mediana per habitatge era de 53.750 $ i la renda mediana per família de 53.750 $. Els homes tenien una renda mediana de 80.488 $ mentre que les dones 11.875 $. La renda per capita de la població era de 20.674 $. Cap de les famílies estaven per davall del llindar de pobresa.

## Poblacions més properes
El següent diagrama mostra les poblacions més properes.